# Trudi Klever
Pour les articles homonymes, voir Klever.
 (janvier 2019).
Si vous disposez d'ouvrages ou d'articles de référence ou si vous connaissez des sites web de qualité traitant du thème abordé ici, merci de compléter l'article en donnant les références utiles à sa vérifiabilité et en les liant à la section « Notes et références ».
 (février 2019).
Trudi Klever, née le 9 août 1964 à Vught,, est une actrice néerlandaise.

## Filmographie

### Cinéma et téléfilms
- 1995 : Coverstory (nl) : Inge van Leer
- 2009 : Het Huis Anubis (nl) : Marijke Rodenmaar
- 2010 : Bernhard, Schavuit van Oranje (nl) : Greet Hofmans
- 2011 : Collins Kosmos : La mère
- 2012 : Guilty Movie (nl) : Miss Kockelkoren
- 2012-2015 : Spangas : Karine Verkaik
- 2012-2017 : 'omt een man bij de dokter : Barbara Brouwer
- 2013 : Volgens Robert (nl) : Reiny
- 2016 : De helleveeg (nl) : La voisine de Hanny
- 2016 : Renesse : La mère de Bas
- 2017 : De Mannentester (nl) : Marijke
- 2017 : De spa : La cliente
- 2018 : Fenix (nl) : La porte-parole
- 2019 : Little Criminals : Mirande